# Dichromodes diasemaria
Dichromodes diasemaria là một loài bướm đêm trong họ Geometridae.